# Gudiberg
Le Gudiberg est un sommet des Alpes en Bavière (Allemagne). L'épreuve de slalom de ski alpin aux Jeux olympiques de 1936 s'y est déroulée.